# Nervøsitet
Nervøsitet er en angstrelateret fysisk reaktion, som følge af psykologiske vaner og/eller tanker. Det opstår typisk i en situation hvor et individs evner skal vurderes, herunder eksamener.